# 박용호 (1947년)
박용호(朴容琥, 1947년 5월 28일 ~ )는 대한민국의 아나운서 출신 정치인이다. 본관은 밀양.

## 약력
- 1969년: KBS 아나운서 입사
- 1969년: KBS 전주방송총국 아나운서
- 1974년: KBS 부산방송총국 아나운서
- 1994년: KBS 아나운서실 TV담당 부주간
- 1995년: 아나운서 연합회 회장
- 1998년: KBS 아나운서실 실장
- 2000년: 새천년민주당 상임위원 (2000년 2월 6일 ~ 2001년 1월 23일)
- 2000년 ~ 2002년 6월 14일: 제16대 국회의원 (인천 서·강화 을), 국회 해양수산위원회 위원
- 2001년: 새천년민주당 전임위원 (2001년 1월 23일 ~ 2002년 6월 30일)
- 2006년: 열린우리당 특임행정촉탁위원 (2006년 1월 19일 ~ 2006년 10월 6일)
- 2007년: 한나라당 행정자치연합연대위원 (2007년 9월 27일 ~ 2008년 1월 16일)
- 2007년: 한나라당 이명박 대통령 후보 정무특보
- 2007년: 한나라당 제17대 대선 유세지원단 부단장

## 학력
- 내가초등학교 (졸업)
- 강화중학교 (졸업)
- 동산고등학교 (졸업)
- 단국대학교 국어국문학 (학사)
- 중앙대학교 신문방송대학원 언론학 (석사)

## 수상 내역
- 1991년 : 한국방송협회 남자 아나운서 대상
- 1995년 : 농협중앙회 제5회 농촌문화상 대중예술부문
- 1999년 : 제553돌 한글날 대통령표창

## 기타
- 2000년 4월 제16대 국회의원 총선거에서 자신의 고향인 강화군을 지역구로 하는 인천광역시 서·강화 을 지구의 새천년민주당 후보로 출마하여 당선되었으나, 2002년에 선거법 위반으로 의원직을 상실하였다[1].

## 역대 선거 결과
|  | 51.82% |

|  | 18.42% |